# Кандашбеляк
Кандашбеляк (мар. Кандашплак) — деревня в Новоторъяльском районе Республики Марий Эл. Входит в состав Чуксолинского сельского поселения.

## География
Находится в северо-восточной части республики Марий Эл на расстоянии приблизительно 11 км по прямой на юго-восток от районного центра посёлка Новый Торъял.

## История
Известна с 1884 года как починок в составе Кораксолинской волости, проживали черемисы. Имелось 44 двора, 260 жителей. В 1970 году в деревне проживали 96 жителей, все мари. В 1988 году население уменьшилось до 32 человек. В 2002 году в деревне насчитывалось 12 дворов. В советское время работали колхозы «Чолга шудыр» («Яркая звезда») и имени Сталина.

## Население
Население составляло 33 человека (мари 85 %) в 2002 году, 32 в 2010.